# Кундах
Кундах (лак. Хъуннащи) — село в Лакском районе Дагестана. Входит в состав Хурхинского сельсовета.

## География
Село находится на правом берегу реки Казикумухское Койсу, на расстоянии 8 км к юго-востоку от села Кумух, административного центра района.

## Население
| 1895 | 1926 | 1939 | 1970 | 1989 | 2002 | 2010 |
| ---- | ---- | ---- | ---- | ---- | ---- | ---- |
| 162  | ↘69  | ↗142 | ↘122 | ↘71  | ↘34  | →34  |
| 2021 |      |      |      |      |      |      |
| ↗47  |      |      |      |      |      |      |